# Cisarua (Samarang)
Cisarua is een bestuurslaag in het regentschap Garut van de provincie West-Java, Indonesië. Cisarua telt 6292 inwoners (volkstelling 2010).